# Tamborești, Alba
Tamborești este un sat în comuna Albac din județul Alba, Transilvania, România. La recensământul din 2002 avea o populație de 41 locuitori.